# Sinantherina ariprepes
Sinantherina ariprepes är en hjuldjursart som beskrevs av John R. Edmondson 1939. Sinantherina ariprepes ingår i släktet Sinantherina och familjen Flosculariidae. Inga underarter finns listade i Catalogue of Life.